# Mieczysław Jagoszewski

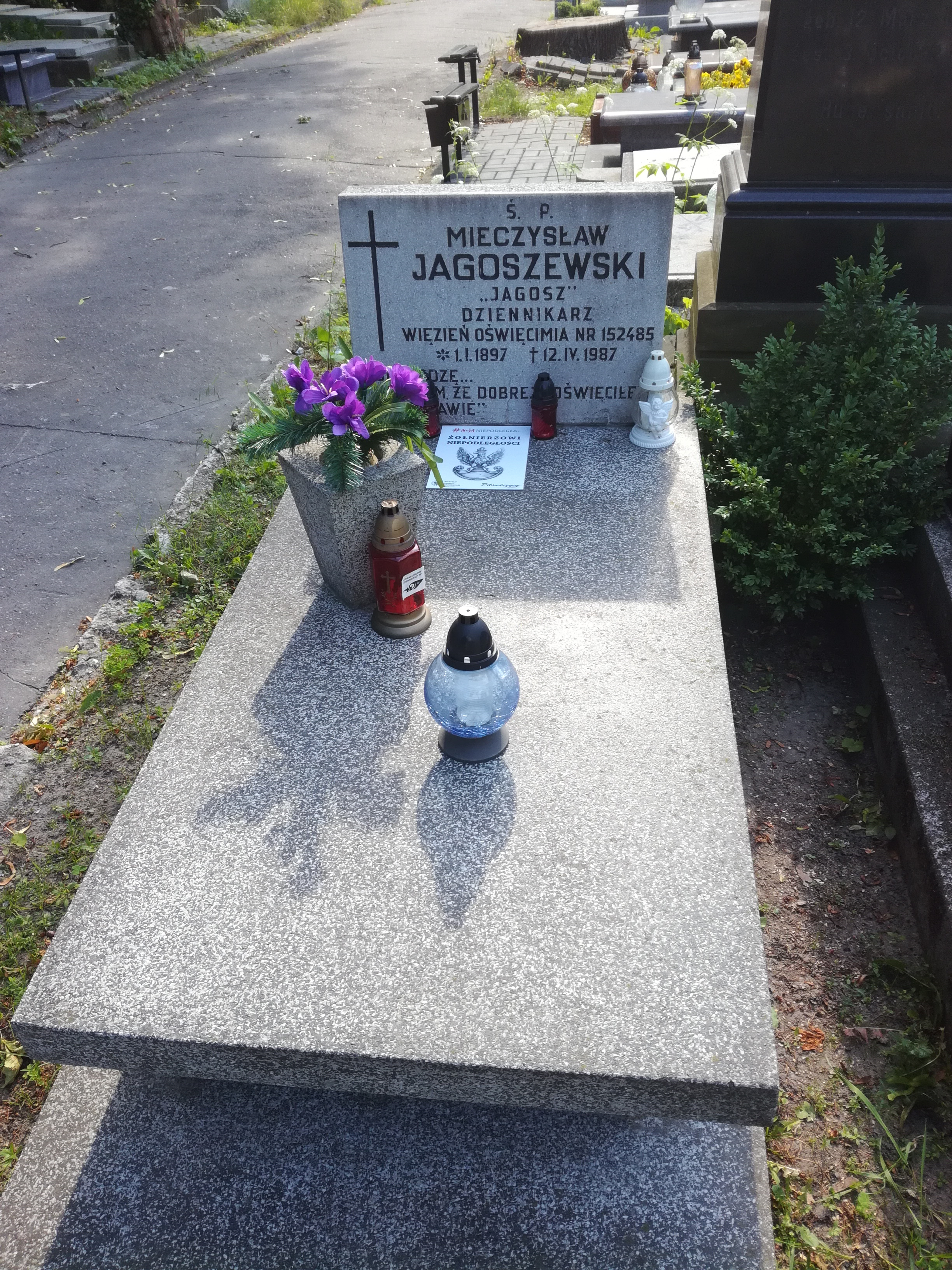
Grób Mieczysława Jagoszewskiego na Starym Cmentarzu w Łodzi

Mieczysław Jagoszewski (ur. 1 stycznia 1897 w Tarnobrzegu, zm. 12 kwietnia 1987 w Łodzi) – polski dziennikarz, pisarz, eseista, poeta. Pisał pod pseudonimami Andrzej Żański, Aleksy Orłów, dr Sylwester Podolski, Jago, Jagosz (tego używał najczęściej).

## Biogram
Dzieciństwo spędził we Lwowie, gdzie ukończył gimnazjum, uzyskując maturę. Studia filozoficzne ukończył na Uniwersytecie Jagiellońskim.

## Praca zawodowa
Był początkowo nauczycielem szkół średnich, potem został dziennikarzem.
Zadebiutował w 1923 r. w słynnym łódzkim dzienniku „Rozwój” (był redaktorem, potem sekretarzem redakcji, recenzentem teatralnym). Po kilku latach został redaktorem działu kulturalnego w bezpartyjnym dzienniku „Hasło Łódzkie” (1927-1931), a potem przeniósł się do czasopism koncernu „Republika”. Wchodził w skład redakcji „Ilustrowanej Republiki”, redagował dział kulturalny „Expressu Ilustrowanego”. To w tej popołudniówce stał się sławny z racji powieści drukowanych w odcinkach, które przez kilka lat trzymały w napięciu czytelników międzywojennej Łodzi.
Tych powieści było osiem o tak ekscytujących tytułach jak: Wróć, gdy będzie ci źle, Oczy Krystyny, Podaj mi dłoń, Balowa suknia Bar Erika Rasputin i caryca, czy też Sygnał w ciemności (to o tej powieści miał powiedzieć „To nie było najgorsze. Gdyby tak dopracować to literacko, to kto wie...”).
Pisał  także wiersze i fraszki.
Pod pseudonimem dr. Sylwestra Podolskiego drukował frywolne poematy, które pisał wytworną staropolszczyzną. To one wpędziły go w tarapaty, kiedy rozszyfrowano, kto kryje się pod autorską ksywą. Zacny Jagosz (tak nazywała go dziennikarska brać) został oskarżony o pornografię i ponoć tylko interwencja Piłsudskiego uratowała mu skórę (jeden egzemplarz figlarnego utworu miał być przeznaczony dla marszałka).
Był redaktorem tygodnika obrazkowego „Wędrowiec” (1937-1938) oraz wchodził w skład komitetu redakcyjnego miesięcznika poświęconego motoryzacji kraju i turystyce „Pionier Komunikacyjny” (1939), wydawanego przez Związek Właścicieli Autobusów Województwa Łódzkiego.
Był poczytnym felietonistą i recenzentem teatralnym.
W 1937 r. mieszkał przy ul. Piotrkowskiej 145.

## W czasie hitlerowskiej okupacji
W czasie hitlerowskiej okupacji był więziony w niemieckich obozach koncentracyjnych: Oświęcim, Nordhausen, Buchenwald.

## Po wojnie
Przeżył wojnę i w 1945 r. wrócił do Łodzi do „Expressu Ilustrowanego”. Jak dawniej pisał nowele, eseje, powieści. Jedna z nich pt. Adolf i Ewa (o Hitlerze i Ewie Braun) ponownie doprowadziła do życiowych perturbacji.
Jagosz dostał zakaz uprawiania nihilistycznej literatury imperialistycznego Zachodu.
Po tym incydencie przeniósł się do „Dziennika Łódzkiego” i bez reszty oddał szeroko rozumianej kulturze. Był jednym z nielicznych recenzentów z prawdziwego zdarzenia.
Był też przez długie lata kierownikiem literackim teatrów łódzkich. „Słowem bardzo dużo jest dziedzin, w których konfrontował własne pióro, wiedzę i smak artystyczny z rzeczywistością”.
Propagował krajoznawstwo i turystykę na ziemi łódzkiej.
Stał się legendą łódzkiej żurnalistyki. Skromny, zawsze uśmiechnięty, życzliwy ludziom starszy pan - Wielki Jagosz. Wraz z nim odeszła pewna epoka dziennikarstwa, sposób uprawiania tego zawodu „w starym dobrym stylu”.
9 kwietnia 2000 roku jego imieniem nazwano dąb w parku imienia biskupa Michała Klepacza.

## Wyróżnienia i odznaczenia
- Honorowa Odznaka Miasta Łodzi.

Odznaczony najwyższymi odznaczeniami państwowymi i resortowymi, m.in.:
- Krzyżem Komandorskim Orderu Odrodzenia Polski.

Został pochowany na Starym Cmentarzu przy ul. Ogrodowej w Łodzi, w części katolickiej.